# Stora Hässjabergstjärnen
Stora Hässjabergstjärnen är en sjö i Ljusdals kommun i Hälsingland och ingår i Ljusnans huvudavrinningsområde. Sjön har en area på 0,264 kvadratkilometer och ligger 271,2 meter över havet.

## Delavrinningsområde
Stora Hässjabergstjärnen ingår i det delavrinningsområde (683330-147580) som SMHI kallar för Inloppet i Nävertjärn. Medelhöjden är 325 meter över havet och ytan är 10,58 kvadratkilometer. Det finns inga avrinningsområden uppströms utan avrinningsområdet är högsta punkten. Vattendraget som avvattnar avrinningsområdet har biflödesordning 4, vilket innebär att vattnet flödar genom totalt 4 vattendrag innan det når havet efter 157 kilometer. Avrinningsområdet består mestadels av skog (82 procent). Avrinningsområdet har 0,27 kvadratkilometer vattenytor vilket ger det en sjöprocent på 2,5 procent.